# Sigmathyris s-argentaria
Sigmathyris s-argentaria là một loài bướm đêm trong họ Geometridae.